# 폴 웰스톤
폴 데이비드 웰스톤(Paul David Wellstone, 1944년 7월 21일 ~ 2002년 10월 25일)는 미국의 정치인이다.

## 학력
- 노스캐롤라이나 대학교 채플힐 인문사회 학사
- 노스캐롤라이나 대학교 채플힐 인문사회 석사
- 노스캐롤라이나 대학교 채플힐 철학박사

## 경력
- 1991.01 ~ 2002.10 제102·103·104·105·106·1107대 미국 연방상원의원

## 역대 선거 결과
| 선거명      | 직책명                    | 대수  | 정당   | 득표율 | 득표수      | 결과 | 당락                     |
| ----------- | ------------------------- | ----- | ------ | ------ | ----------- | ---- | ------------------------ |
| 1982년 선거 | 미네소타 감사관           | 14대  | 민주당 | 45.19% | 769,254표   | 2위  | 낙선                     |
| 1990년 선거 | 상원의원 (미네소타 제2부) | 102대 | 민주당 | 50.49% | 911,999표   | 1위  | 미네소타주 상원의원 당선 |
| 1996년 선거 | 상원의원 (미네소타 제2부) | 105대 | 민주당 | 50.32% | 1,098,430표 | 1위  | 미네소타주 상원의원 당선 |
| 2002년 선거 | 상원의원 (미네소타 제2부) | 108대 | 민주당 | 0.51%  | 11,381표    | 4위  | 낙선                     |